# Hippocephala dimorpha
Hippocephala dimorpha là một loài bọ cánh cứng trong họ Cerambycidae.